# Nagai

Nagai (長井市 Nagai-shi?) este un municipiu din Japonia, prefectura Yamagata.